# Camille Bourgault
Camille Bourgault, né en 1889 et mort en 1962,, est un architecte archéologue liégeois.

## Biographie
Entre 1909 et 1924, Camille Bourgault est l'architecte responsable de la restauration du château de Harzé,.
Il est très impliqué dans la préservation du patrimoine liégeois durant la Première Guerre mondiale, comme en témoignent ses archives. Dans l'Entre-deux-guerres, il participe à la restauration de la collégiale Saint-Barthélemy à Liège. Vers 1925, avec Fernand Lhoest, il entreprend une campagne pour la restauration de la deuxième cour du Palais des Princes-Évêques de Liège.
Après la Seconde Guerre mondiale, Camille Bourgault s'investit dans la restauration et la reconstruction des édifices endommagés par le conflit. De 1946 à 1958, il dirige la restauration de l'église Saint-Antoine de Liège, ravagée par une bombe volante en 1944. En 1947, il lance la reconstruction de la tour carrée de l'église Sainte-Catherine à Forêt, dynamitée le 10 mai 1940 par les artilleurs belges qui craignaient qu’elle ne serve de point de repère à l’aviation allemande.
En 1950, il reconstruit la façade de la ferme Samuel sise originellement à Angleur (Kinkempois) rue Mère-Dieu.
En 1952-1953, avec L. Wéry, il restaure le prieuré de l'église paroissiale Saint-Remacle à Ocquier.
Camille Bourgault est un membre actif de l'Institut archéologique liégeois. Membre correspondant de la Commission royale des monuments et des sites dès 1922, il en devient membre effectif en 1945.
Bon dessinateur, il a laissé de nombreux plans, coupes, croquis, relevés et élévations dans ses archives qui sont conservées au Centre d'archives & de documentation de la Commission royale des monuments et des sites. Il a aussi réalisé un relevé descriptif des vingt vitraux des XIXe et XXe siècles de la cathédrale Saint-Paul de Liège, pulvérisés lors de l’attentat du 12 janvier 1945.
Mort en 1962, il est inhumé au Cimetière de Robermont à Liège.

## Publications
- « Chapiteau et bases de l'ancienne cathédrale Saint-Lambert (Institut archéologique liégeois) », Chronique archéologique du pays de Liège, t. V, no 12,‎ décembre 1910, p. 124 (lire en ligne)
- « Sculptures liégeoises (XVe siècle) (église Sainte-Croix, à Liège) », Chronique archéologique du pays de Liège, t. V, no 8,‎ août 1910, p. 83-84 (lire en ligne)
- « Un buste de Grétry », Chronique archéologique du pays de Liège, t. VI, no 4,‎ avril 1911, p. 34-35 (lire en ligne)
- « Les colonnettes de Saint-Lambert », Chronique archéologique du pays de Liège, t. VI, no 5,‎ mai 1911, p. 41-44 (lire en ligne)
- « Maison du XVIe siècle. Rue Sainte-Aldegonde, 7 », Chronique archéologique du pays de Liège, t. VI, no 9,‎ septembre 1911, p. 95-99 (lire en ligne)
- « Architecture liégeoise; deux habitations du XVIe siècle, rue Sainte-Aldegonde », Bulletin de l'institut archéologique liégeois, Liège, t. XLII,‎ 1912, p. 109-138 (ISSN 0776-1260, lire en ligne)
- « Les dernières trouvailles de la place Saint-Lambert », Chronique archéologique du pays de Liège, t. VII, no 12,‎ décembre 1912, p. 12-23 (lire en ligne)
- « Pan de bois du XVIe siècle, rue Sainte-Aldegonde, 13, à Liège », Chronique archéologique du pays de Liège, t. VII, no 6,‎ juin 1912, p. 71-75 (lire en ligne)
- « Maisons du XVe siècle, rue Saint-Jean, 30, 32 », Chronique archéologique du pays de Liège, t. VII, no 7,‎ août-septembre-octobre 1912, p. 95-99 (lire en ligne)
- « Vieille enseigne », Chronique archéologique du pays de Liège, t. VIII, no 12,‎ décembre 1913, p. 111-112 (lire en ligne)
- « Maisons du XVe et du XVIIe siècle, derrière l'église Saint-Jean à Liège », Chronique archéologique du pays de Liège, t. VIII, no 4,‎ avril 1913, p. 35-43 (lire en ligne)
- « Plafond Louis XIV, rue de la Madeleine, 32 », Chronique archéologique du pays de Liège, t. VIII, nos 8-9-10,‎ août-septembre-octobre 1913, p. 85-88 (lire en ligne)
- « Le couvent des Dominicains à Liège; notes archéologiques et architectoniques », Bulletin de l'institut archéologique liégeois, Liège, t. XLIV,‎ 1914, p. 15-69 (ISSN 0776-1260, lire en ligne)
- « Maisons du XVIIIe siècle. Rues Saint-Laurent, 9, et Hors-Château, 57 », Chronique archéologique du pays de Liège, t. IX, no 6,‎ juin 1914, p. 59-73 (lire en ligne)
- « Démolitions », Chronique archéologique du pays de Liège, t. IX, no 6,‎ juin 1914, p. 71-73 (lire en ligne)
- « Nos monuments et la guerre », Chronique archéologique du pays de Liège, t. X, no 1,‎ janvier-mai 1919, p. 15-16 (lire en ligne)
- « Notre vieille Halle aux viandes », Chronique archéologique du pays de Liège, t. X, no 2,‎ juin 1919, p. 27-28 (lire en ligne)
- « Le perron, le jour de la signature de l'armistice », Chronique archéologique du pays de Liège, t. X, no 2,‎ juin 1919, p. 28 (lire en ligne)
- « Démolitions », Chronique archéologique du pays de Liège, t. X, no 2,‎ juin 1919, p. 28-29 (lire en ligne)
- « Evangelische Garnisonskirche », Chronique archéologique du pays de Liège, t. X, no 2,‎ juin 1919, p. 29 (lire en ligne)
- « Les armes de Liège et la Légion d'Honneur », Chronique archéologique du pays de Liège, t. X, no 3,‎ juillet 1919, p. 40 (lire en ligne)
- « Rapport à l'Institut archéologique liégeois relatif au transfert des pierres sculptées ou à inscriptions actuellement dans la seconde cour du palais de Justice de Liège », Chronique archéologique du pays de Liège, t. XI, no 2,‎ avril-juin 1920, p. 24-29 (lire en ligne)
- « Le dérochage et le rejointoiement des façades anciennes », Chronique archéologique du pays de Liège, t. XII, no 1,‎ janvier-février 1921, p. 11-13 (lire en ligne)
- « Culs-de-lampe du XVe siècle. Rue du Pont-d'Ile, n° 15, à Liège », Chronique archéologique du pays de Liège, t. XII, no 2,‎ mars-avril 1921, p. 19-24 (lire en ligne)
- « Comment s'en vont nos vieilles maisons », Chronique archéologique du pays de Liège, t. XII, no 2,‎ mars-avril 1921, p. 26-27 (lire en ligne)
- « À la caserne de Saint-Laurent », Chronique archéologique du pays de Liège, t. XIII, no 8,‎ décembre 1922, p. 111-112 (lire en ligne)

- « Le Château-fort de Fagnolle », Revue d'histoire et de folklore Le Guetteur Wallon, Namur,‎ 1929, p. 1-44
- (avec J. Brassinne), « Refuge fortifié à Omal », Bulletin de la société d'art et d'histoire du diocèse de Liège, vol. XXIV,‎ 1932, p. 33-38